# Vidovány
Vidovány (szlovákul Vidovany)  Farkashelyvidovány község része Szlovákiában a Nagyszombati kerületben a Szakolcai járásban.

## Fekvése
Szakolcától 12 km-re délre fekszik.

## Története
A község területén már a kelták korában kisebb vár állt, mely azonban még a 14. század előtt elpusztult. Vidovány neve védőszentjének Szent Vidnek nevéből származik. 1392-ben  Holics várának tartozéka volt. Első írásos említése 1553-ból származik. A falu 1600 és 1720 között lényegében a mai iskola, az iskolaudvar és a kertészet területén állt. Birtokosa Fogarasi gróf volt, akinek halála után özvegye a birtokot a Habsburg családnak adta el, akik holicsi uradalmukhoz csatolták. A Vidoványi-patakra halastavat is építettek.  A 17. század Habsburg ellenes harcai során többször dúlták kuruc és császári hadak. 1812-ben orosz, 1866-ban porosz hadak vonultak itt át.  1828-ban Vidoványnak 40 háza 178 lakossal. 1866-ban a porosz hadak nyomában kolerajárvány tört ki, melynek napi 5-10 áldozata volt úgy, hogy a Vieszka felé menő út jobb oldalán új temetőt kellett nyitni.
Vályi András szerint "VIDOVÁN. Tót falu Nyitra Várm. földes Ura a’ F. Király, és több Uraságok, lakosai katolikusok, fekszik Radosoveczhez nem meszsze, és annak filiája; határja ollyan, mint Vleskováné.
" 
Fényes Elek szerint "Vidován, Nyitra m. tót f. Radosóczhoz 1/2 óra, 253 kath., 11 zsidó lakos. F. u. ő cs. k. felsége. Ut. p. Holics.
" 
A trianoni békeszerződésig Nyitra vármegye Szakolcai járásához tartozott. Farkashely és Vidovány községeket 1954-ben egyesítették.

## Népessége
1910-ben  Vidoványnak (Vidovany) 267, túlnyomórészt szlovák lakosa volt.
2001-ben az egyesített községnek 666 lakosából 658 szlovák volt.

## Nevezetességei
- Szent Antal tiszteletére szentelt római katolikus temploma 1902-ben épült.

## Külső hivatkozások
- Községinfó
- Farkashelyvidovány Szlovákia térképén
- E-obce.sk Archiválva 2006. november 17-i dátummal a Wayback Machine-ben